# إيفيكا راييتش
إيفيكا راييتش (من مواليد 5 مايو 1958 في يهوفاتش، جمهورية البوسنة والهرسك الاشتراكية، يوغوسلافيا) كان قائد في مجلس الدفاع الكرواتي خلال حرب البوسنة والهرسك 1992-1995 وأدين لاحقا بارتكاب جرائم حرب.
كان راييتش ضابط في جيش يوغوسلافيا الشعبي قبل عام 1992 عندما انضم إلى مجلس الدفاع الكرواتي. عمل راييتش من مدينة كيسيلياك في وسط البوسنة والهرسك كقائد للمجموعة العملياتية الثانية لمنطقة العمليات في وسط البوسنة والهرسك التابعة لمجلس الدفاع الكرواتي. كان راييتش مسؤول عن مذبحة 23-24 أكتوبر 1993 في قرية ستوبني دو حيث قُتل ما لا يقل عن 37 من البوشناق بما في ذلك كبار السن والنساء والأطفال بعضهم أحرقوا أحياء واغتصبت القوات الكرواتية العديد من النساء. كما أُمر في اليوم السابق بنهب بلدة فاريش حيث تم اعتقال أكثر من 250 رجل في سن الخدمة العسكرية في منازلهم ثم أساءوا معاملتهم في المدارس التي تم احتجازهم فيها.
بعد المذبحة اتخذ راييتش اسم فيكتور أندريتش واستمر في الخدمة في مجلس الدفاع الكرواتي. وكانت المحكمة الجنائية الدولية ليوغوسلافيا السابقة قد وجهت إليه لائحة اتهام بارتكاب جرائم حرب في 29 أغسطس 1995 واختبأ في مدينة سبليت الساحلية في كرواتيا حيث اعتقلته السلطات الكرواتية في 5 أبريل 2003. نُقل راييتش إلى المحكمة الجنائية الدولية ليوغوسلافيا السابقة في يونيو 2003. ودفع راييتش بأنه غير مذنب وكان من المقرر أن يحاكم في عام 2005 وهو الوقت الذي غير فيه اعترافه بالذنب.
وجدت المحكمة الابتدائية أن الحكم يجب أن يعكس حقيقة أن جرائم راييتش قد ارتكبت على نطاق واسع وكانت ذات طبيعة عنيفة بشكل خاص وتأثير جرائمه على الضحايا المعرضين للخطر بشكل خاص ومشاركته في التستر وحقيقة أنه هرب. وعرقلوا العدالة لما يقرب من ثماني سنوات. راييتش «تعاون بشكل كبير مع الادعاء في تقديم وتوثيق العديد من الوثائق المهمة وتأكيد العديد من الوقائع المهمة» وكان هذا يعتبر عامل مخفف كما كان إقراره بالذنب والذي ذكرت المحكمة الابتدائية أنه «ساعد في إثبات الحقيقة المحيطة بالقضية. الجرائم المرتكبة في ستوبني دو وفاريش» والتي «قد تساهم في المصالحة بين شعوب يوغوسلافيا السابقة واستعادة سلام دائم في المنطقة».
كما رأت المحكمة الابتدائية أن «تعبير راييتش عن ندمه كان حقيقي وصادق ويجب أن يؤخذ في الاعتبار عند التخفيف». في 8 مايو 2006 حُكم على راييتش بالسجن لمدة 12 عام بتهمة «القتل العمد والمعاملة اللاإنسانية (بما في ذلك الاعتداء الجنسي) والاستيلاء على الممتلكات» و«التدمير الشامل الذي لا تبرره الضرورة العسكرية والذي تم تنفيذه بشكل غير قانوني وتعسفي» وأرسل للخدمة عقوبته في إسبانيا عام 2007.
في 8 سبتمبر 2011 أُعلن أنه تم الإفراج عن راييتش مبكرا بعد أن أمضى ثماني سنوات من عقوبته البالغة 12 عام.